# 챔프 (1979년 영화)
《챔프》(영어: The Champ)는 미국에서 제작된 프랑코 제피렐리 감독의 1979년 네오누아르 스포츠 드라마 영화이다. 아카데미 작품상을 수상한 1931년 동명 작품을 리메이크하였다. 존 보이트 등이 출연하였고, 다이슨 러벌 등이 제작에 참여하였다.
이 영화는 2015년 5월 5일 워너 아카이브 컬렉션의 일부로서 DVD로 출시되었다.

## 출연
- 존 보이트
- 페이 더너웨이
- 릭 슈로더
- 잭 워든
- 조앤 블론델
- 아서 힐
- 스트로더 마틴
- 엘리샤 쿡 주니어
- 스테펀 기어라시
- 메리 조 캐틀렛
- 대나 엘카

## 기타 제작진
- 배역: 샘 크리스턴슨, 조이스 로빈슨
- 미술: 허먼 A. 블루먼솔
- 의상: 시오니 V. 올드리지

## 우리말 녹음
KBS 성우진 (1986년 11월 2일)
- 김도현 - 빌리 (존 보이트)
- 이선영 - 애니 (페이 더너웨이)
- 박영남 - 티제이 (릭 슈로더)
- 이완호
- 노민
- 이재명
- 김정호
- 이향숙
- 조동희
- 김새영
- 이봉준
- 황정란